# Northrup Head
Northrup Head är en udde i Antarktis. Den ligger i Östantarktis. Nya Zeeland gör anspråk på området.
Terrängen inåt land är platt österut, men västerut är den kuperad. Terrängen runt Northrup Head sluttar österut. Trakten är obefolkad. Det finns inga samhällen i närheten.